# Градище (Таор)
Вижте пояснителната страница за други значения на Градище.
Градище (на македонска литературна норма: Градиште) или още наричано Тули (на македонска литературна норма: Тули) е археологически обект от античния и средновековния (римски и византийски) период, намиращ се на територията на Северна Македония до Юстиниана Прима, край днешното село Таор, община Зелениково, на 20 km от днешния град Скопие.

## География
Намира се над село Таор, пред входа на Таорската клисура, на 20 километра разстояние от Скопие.

## История
Въпреки че оригиналното име на римо-византийския град на местността Градище – Таор не е засвидетелствано в археологически находки, някои изследователи въз основа на името на близкото село Таор смятат, че това е Таврезиум, родното място на византийския император Юстиниан I (483 – 565). На мястото са открити останки от водопровод, некропол от късната античност, част от мраморен бюст и монети на римски владетели между IV и VI век. В близост до местната църква са открити каменни колони на раннохристиянска базилика. Предишни археологически разкопки потвърждават съществуването на укрепено селище от късноримската и ранновизантийската епоха.
На този обект са регистрирани слоеве от три населени места от различни исторически периоди – енеолит, късноантичен и средновековен период. Разкрити са: Крепост с триъгълна основа на стените, кули, един бастион, укрепени тераси, останки от водопровод, късноантичен некропол, част от мраморен бюст, стълбове от раннохристиянска базилика, различни монети и други.